# Football League Two 2006-2007
La Football League Two 2006-2007, conosciuta anche con il nome di Coca-Cola League Two per motivi di sponsorizzazione, è stato il 49º campionato inglese di calcio di quarta divisione, nonché il 3º con la denominazione di League Two.
La stagione regolare ha avuto inizio il 5 agosto 2006 e si è conclusa il 5 maggio 2007, mentre i play off si sono svolti tra il 12 ed il 26 maggio 2007. Ad aggiudicarsi la vittoria è stato il Walsall, che dopo quarantasette anni è riuscito a vincere il secondo titolo di quarta divisione della sua storia ed a ritornare dopo una sola stagione nella divisione superiore. Le altre tre promozioni in Football League One, sono state invece conseguite dall'Hartlepool United (2º classificato), dallo Swindon Town (3º classificato), entrambe le squadre erano appena scese dalla terza divisione e dal Bristol Rovers (vincitore dei play off).
Capocannonieri del torneo sono stati Richard Barker (Hartlepool United) e Izale McLeod (Milton Keynes Dons) con 21 reti a testa.

## Stagione

### Novità
Al termine della stagione precedente, insieme ai campioni di lega del Carlisle United, salirono direttamente in Football League One anche il Northampton Town (2º classificato) ed il Leyton Orient (3º classificato). Mentre il Cheltenham Town, 5º classificato, raggiunse la promozione attraverso i play-off. L'Oxford United (primo club inglese vincitore di una delle due maggiori coppe nazionali a retrocedere dalla Football League) ed il Rushden & Diamonds, che occuparono le ultime due posizioni della classifica, non riuscirono invece a mantenere la categoria e scesero in Conference National.
Queste sei squadre furono rimpiazzate dalle quattro retrocesse dalla Football League One: Hartlepool United, Milton Keynes Dons (per la prima volta in League Two, da quando il club ha ricevuto i diritti dal Wimbledon FC), Swindon Town (relegato dopo dieci anni nel quarto livello del calcio inglese) e Walsall (quest'ultimo, invece, scese in un torneo di quarta divisione dopo ben ventuno anni di assenza) e dalle due promosse provenienti dalla Conference League National: Accrington Stanley (risalito in Football League dopo quarantacinque anni) ed Hereford United (che ritrovò invece la categoria dopo dieci anni).

### Formula
Le prime tre classificate venivano promosse direttamente in Football League One, insieme alla vincente dei play off a cui partecipavano le squadre giunte dal 4º al 7º posto. Mentre le ultime due classificate retrocedevano in Conference League National.

## Squadre partecipanti
| Squadra             | Città                | Stadio                  | Stagione precedente                              |
| ------------------- | -------------------- | ----------------------- | ------------------------------------------------ |
| Accrington Stanley  | Accrington           | Crown Ground            | 1º posto in Conference League National, promosso |
| Barnet              | Londra (High Barnet) | Underhill Stadium       | 18º posto in Football League Two                 |
| Boston United       | Boston               | York Street             | 11º posto in Football League Two                 |
| Bristol Rovers      | Bristol              | Memorial Stadium        | 12º posto in Football League Two                 |
| Bury                | Bury                 | Gigg Lane               | 19º posto in Football League Two                 |
| Chester City        | Chester              | Deva Stadium            | 15º posto in Football League Two                 |
| Darlington          | Darlington           | The Darlington Arena    | 8º posto in Football League Two                  |
| Grimsby Town        | Grimsby              | Blundell Park           | 4º posto in Football League Two                  |
| Hartlepool United   | Hartlepool           | Victoria Park           | 21º posto in Football League One, retrocesso     |
| Hereford United     | Hereford             | Edgar Street            | 2º posto in Conference League National, promosso |
| Lincoln City        | Lincoln              | Sincil Bank             | 7º posto in Football League Two                  |
| Macclesfield Town   | Macclesfield         | Moss Rose               | 17º posto in Football League Two                 |
| Mansfield Town      | Mansfield            | Field Mill              | 16º posto in Football League Two                 |
| Milton Keynes Dons  | Milton Keynes        | National Hockey Stadium | 22º posto in Football League One, retrocesso     |
| Notts County        | Nottingham           | Meadow Lane             | 21º posto in Football League Two                 |
| Peterborough United | Peterborough         | London Road             | 9º posto in Football League Two                  |
| Rochdale            | Rochdale             | Spotland Stadium        | 14º posto in Football League Two                 |
| Shrewsbury Town     | Shrewsbury           | Gay Meadow              | 10º posto in Football League Two                 |
| Stockport County    | Stockport            | Edgeley Park            | 22º posto in Football League Two                 |
| Swindon Town        | Swindon              | County Ground           | 23º posto in Football League One, retrocesso     |
| Torquay United      | Torquay              | Plainmoor               | 20º posto in Football League Two                 |
| Walsall             | Walsall              | Bescot Stadium          | 24º posto in Football League One, retrocesso     |
| Wrexham             | Wrexham              | Racecourse Ground       | 13º posto in Football League Two                 |
| Wycombe Wanderers   | High Wycombe         | Adams Park              | 6º posto in Football League Two                  |

## Classifica finale
|  | Pos. | Squadra            | Pt | G  | V  | N  | P  | GF | GS | DR  |
|  | ---- | ------------------ | -- | -- | -- | -- | -- | -- | -- | --- |
|  | 1    | Walsall            | 89 | 46 | 25 | 14 | 7  | 66 | 34 | +32 |
|  | 2    | Hartlepool Utd     | 88 | 46 | 26 | 10 | 10 | 65 | 40 | +25 |
|  | 3    | Swindon Town       | 85 | 46 | 25 | 10 | 11 | 58 | 38 | +20 |
|  | 4    | MK Dons            | 84 | 46 | 25 | 9  | 12 | 76 | 58 | +18 |
|  | 5    | Lincoln City       | 74 | 46 | 21 | 11 | 14 | 70 | 59 | +11 |
|  | 6    | Bristol Rovers     | 72 | 46 | 20 | 12 | 14 | 49 | 42 | +7  |
|  | 7    | Shrewsbury Town    | 71 | 46 | 18 | 17 | 11 | 68 | 46 | +22 |
|  | 8    | Stockport County   | 71 | 46 | 21 | 8  | 17 | 65 | 54 | +11 |
|  | 9    | Rochdale           | 66 | 46 | 18 | 12 | 16 | 70 | 50 | +20 |
|  | 10   | Peterborough Utd   | 65 | 46 | 18 | 11 | 17 | 70 | 61 | +9  |
|  | 11   | Darlington         | 65 | 46 | 17 | 14 | 15 | 52 | 56 | -4  |
|  | 12   | Wycombe            | 62 | 46 | 16 | 14 | 16 | 52 | 47 | +5  |
|  | 13   | Notts County       | 62 | 46 | 16 | 14 | 16 | 55 | 53 | +2  |
|  | 14   | Barnet             | 59 | 46 | 16 | 11 | 19 | 55 | 70 | -15 |
|  | 15   | Grimsby Town       | 59 | 46 | 17 | 8  | 21 | 57 | 73 | -16 |
|  | 16   | Hereford Utd       | 55 | 46 | 14 | 13 | 19 | 45 | 53 | -8  |
|  | 17   | Mansfield Town     | 54 | 46 | 14 | 12 | 20 | 58 | 63 | -5  |
|  | 18   | Chester City       | 53 | 46 | 13 | 14 | 19 | 40 | 48 | -8  |
|  | 19   | Wrexham            | 51 | 46 | 13 | 12 | 21 | 43 | 65 | -22 |
|  | 20   | Accrington Stanley | 50 | 46 | 13 | 11 | 22 | 70 | 81 | -11 |
|  | 21   | Bury               | 50 | 46 | 13 | 11 | 22 | 46 | 61 | -15 |
|  | 22   | Macclesfield Town  | 48 | 46 | 12 | 12 | 22 | 55 | 77 | -22 |
|  | 23   | Boston Utd (-10)   | 36 | 46 | 12 | 10 | 24 | 51 | 80 | -29 |
|  | 24   | Torquay Utd        | 35 | 46 | 7  | 14 | 25 | 36 | 63 | -27 |

Legenda:
      Promosso in Football League One 2007-2008.
  Ammesso ai play-off.
      Retrocesso in Conference League Premier 2007-2008.
Regolamento:
Tre punti a vittoria, uno a pareggio, zero a sconfitta.
In caso di arrivo di due o più squadre a pari punti, la graduatoria verrà stilata secondo i seguenti criteri:
- differenza reti
- maggior numero di gol segnati

Note:

Shrewsbury Town qualificato ai play off per miglior differenza reti rispetto all'ex aequo Stockport County.
Il Boston United è stato sanzionato con 10 punti di penalizzazione per essere entrato in amministrazione finanziaria.

## Spareggi

### Play-off

#### Tabellone
|  | Semifinali | Semifinali      | Semifinali | Semifinali | Semifinali |  |  | Finale          | Finale          | Finale |  |
|  |            |                 |            |            |            |  |  |                 |                 |        |  |
|  | 6          | Shrewsbury Town | 0          | 2          | 2          |  |  |                 |                 |        |  |
|  | 3          | MK Dons         | 0          | 1          | 1          |  |  | Shrewsbury Town | Shrewsbury Town | 1      |  |
|  | 5          | Bristol Rovers  | 2          | 5          | 7          |  |  | Bristol Rovers  | Bristol Rovers  | 3      |  |
|  | 4          | Lincoln City    | 1          | 3          | 4          |  |  |                 |                 |        |  |

#### Semifinali
|                    | Risultati |                    | Luogo e data                  |
| ------------------ | --------- | ------------------ | ----------------------------- |
| Bristol Rovers     | 2-1       | Lincoln City       | Bristol, 12 maggio 2007       |
| Lincoln City       | 3-5       | Bristol Rovers     | Lincoln, 17 maggio 2007       |
|                    |           |                    |                               |
| Shrewsbury Town    | 0-0       | Milton Keynes Dons | Shrewsbury, 14 maggio 2007    |
| Milton Keynes Dons | 1-2       | Shrewsbury Town    | Milton Keynes, 18 maggio 2007 |
|                    |           |                    |                               |

#### Finale
|                | Risultato |                 | Luogo e data                     |
| -------------- | --------- | --------------- | -------------------------------- |
| Bristol Rovers | 3-1       | Shrewsbury Town | Londra (Wembley), 26 maggio 2007 |